# Henri Navier
Claude Louis Marie Henri Navier, né à Dijon le 10 février 1785 et mort à Paris le 21 août 1836, est un ingénieur, mathématicien et économiste français du XIXe siècle.
Comme ingénieur, inspecteur divisionnaire des ponts et chaussées, c'est un bâtisseur de ponts, expert français des ponts suspendus.
Comme mathématicien, spécialiste de mécanique newtonienne, il établit en 1821 et 1822 les équations décrivant le mouvement des fluides, que nous connaissons sous une forme élaborée avec le double nom de Navier-Stokes, déterminante pour la mécanique des fluides.
Comme économiste, il fait progresser concrètement la rationalité de l'action de l'État en formalisant l'un des premiers modes de calcul de l'utilité d'un équipement public, ainsi que les premiers éléments en vue d'une comptabilité analytique.

## Biographie

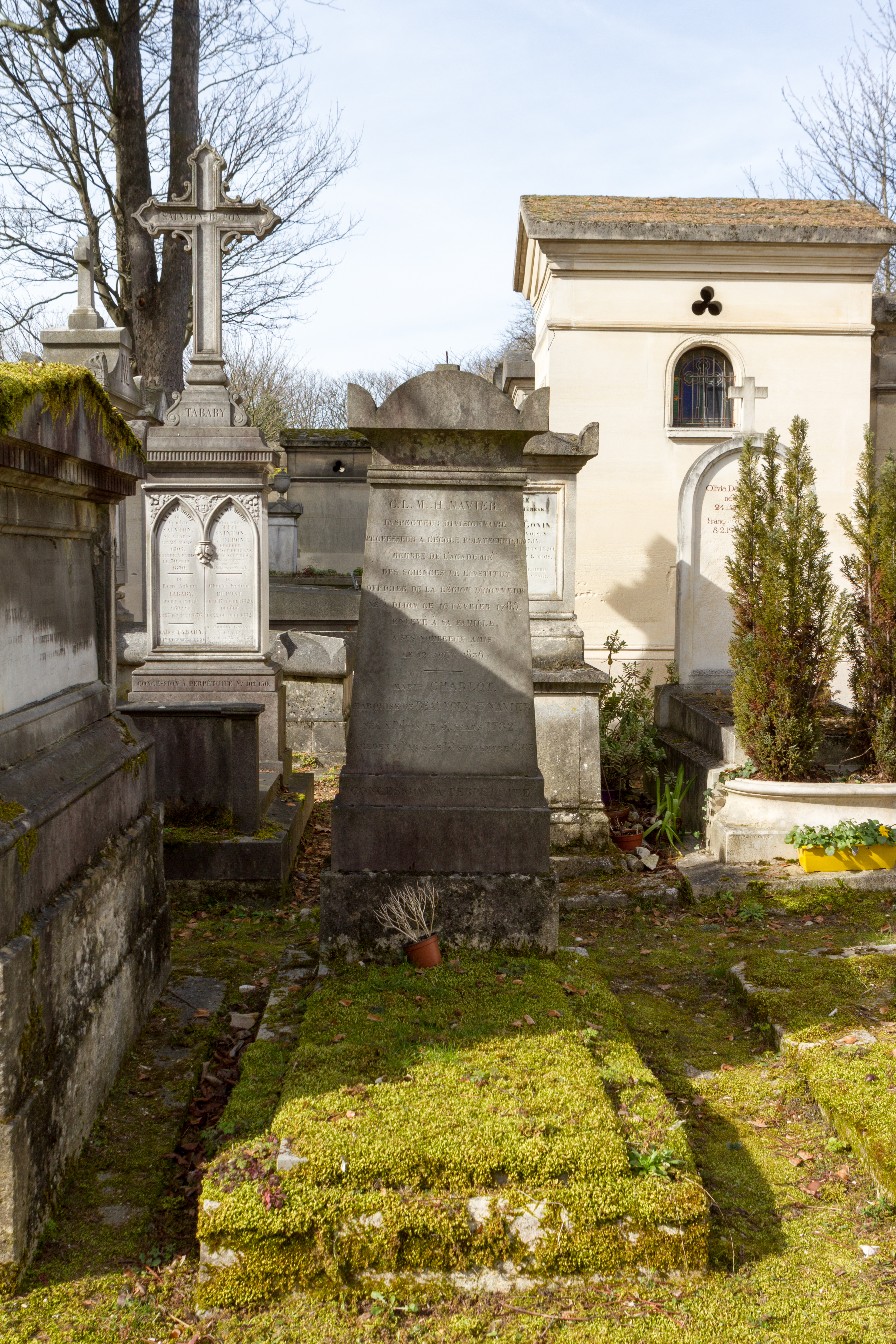
Tombe au cimetière du Père-Lachaise.

Né à Dijon sur la paroisse Saint Médard le 10 février 1785, il est baptisé en l'église Saint-Médard le lendemain ; c'est le fils de Claude-Bernard Navier avocat au parlement de Bourgogne et de Dame Jeanne-Marie Pourcher. Son parrain est Claude Navier écuyer scelleur en la chancellerie du parlement de Bourgogne résidant à Bourg-en-Bresse et sa marraine est Dame Marie Marguerite Pourcher veuve de Pierre Thomasset de Chessy demeurant ordinairement à Chalon-sur-Saône.
Henri devient orphelin à neuf ans, après la mort de son père, avocat réputé et ancien député durant la Révolution. Son grand-oncle Émiland Gauthey, ingénieur cantonnier du corps des ponts et chaussées, s'occupe de son éducation à Paris, le considérant comme son fils avant de l'adopter avec sa femme Anne-Claude Gauthey (qu'il a épousée en 1792), elle aussi proche parente du jeune Henri. 
Son oncle le pousse à se présenter à l'École polytechnique. Bien qu'étant parmi les derniers reçus en 1802, il y réussit sa scolarité et son classement lui permet d'intégrer le corps des ponts et chaussées. Il est nommé ingénieur ordinaire des Ponts et Chaussées en 1808. Plus tard, il deviendra inspecteur divisionnaire de ce corps et, semble-t-il quelque temps, inspecteur général à l'instar de son oncle.
Il dirige alors la construction des ponts de Choisy, Asnières et Argenteuil dans le département de la Seine. À Paris, il construit la passerelle de l'île de la Cité, mais ne peut mener à bien son grand projet de pont suspendu près de l'hôtel des Invalides, le Conseil municipal de Paris prétextant un tassement de terrain pour faire détruire le pont.
De 1819 à 1835, il assure le cours de mécanique appliquée de l'École nationale des ponts et chaussées (il y est titularisé en août 1830 à la suite de la retraite d'Eisenmann). Au début des années 1820, il explore avec Augustin-Louis Cauchy les facettes de la théorie mathématique de l'élasticité, ce qui lui permet de proposer des équations sur le mouvement des fluides newtoniens.
Au moins deux voyages en Angleterre en 1821 et en 1823 lui permettent de devenir un spécialiste des ponts suspendus sur lesquels il rédige d'abord un mémoire en 1823, puis un traité complet très remarqué. En 1824, il entre à l'Académie des sciences. En 1831, il devient professeur d'analyse et de mécanique à l'École polytechnique en remplacement d'Augustin Louis Cauchy, démissionnaire. Il est fait chevalier de la Légion d'honneur en 1831.
Navier est ensuite envoyé en Angleterre pour étudier les chemins de fer. Il publie à son retour des articles dans les Annales des ponts et chaussées.
Il meurt le 23 août 1836 à Paris et est inhumé au cimetière du Père-Lachaise (50e division).

## Ingénierie des ponts, canaux, chemins porteurs
Claude-Henri Navier est à la fois mathématicien et ingénieur, à l'exemple de son oncle et père adoptif, Émiland Gauthey. Il construit notamment une dizaine de ponts.
Les considérations savantes de Navier portaient peu : faire de Navier l’archétype de ces ingénieurs-savant « procède à coup sûr d’un contresens et relève d’un malentendu. (…) La figure de l’ingénieur-savant, tentant de réduire l’écart entre théories mathématiques et expérience du praticien, telle qu’a voulu l’incarner Navier, reste à son époque isolée. (…) Seul un très petit nombre de ses contemporains admire ses productions savantes, la très grande majorité les ignorant . » 

### Le constructeur
Navier en début de carrière est le constructeur de plusieurs ponts de chaînes sur la Seine. Sa notice sur le pont des Invalides illustre le désarroi de l'ingénieur responsable qui justifie ses choix. Le projet d'un pont en face des Invalides posait un enjambement à une arche de 155 mètres d'ouverture. Mais des lézardes dans les puits de retenue apportaient la crainte sur sa solidité. Le corps ordonne sa démolition.[citation nécessaire]

« …le corps des ponts-et-chaussées compte un certain nombre d’ingénieurs (…) plutôt portés à la théorie qu’à la pratique, qu’un certain nombre d’entre eux se soient livrés exclusivement à la science abstraite, et aient complètement dédaigné ou ignoré la pratique de leur art, ou bien aient commis des fautes graves dans l’exécution de leurs travaux, lorsque l'administration leur en a confié, ou lorsqu’ils n’ont pas eu le courage de se tenir éloignés d’occupations auxquelles ils étaient impropres, soit par une incapacité réelle, soit parce qu’ils s’étaient exclusivement adonnés à la science. La chute du pont suspendu des Invalides n’a pas besoin d’une autre explication. L’ingénieur qui a commis cette faute de construction est en même temps un des membres les plus distingués de l'Académie des sciences ; sa capacité, sa vocation scientifique, ne sont douteuses pour qui que ce soit. Son traité même sur les ponts suspendus est une œuvre de science de la plus haute valeur; mais il n’était pas constructeur, il n’était pas praticien. Élevé dans la hiérarchie de son corps seulement par ses œuvres scientifiques, ingénieur en chef, et auteur du meilleur traité sur les ponts suspendus, il fut choisi par la compagnie concessionnaire du pont des Invalides pour l’exécuter, et il se trompa »

— Stéphane Flachat,  Du corps des ponts et chaussées (art. paru dans Le Globe, 20 janvier 1832).
« Parce que son concepteur (Navier) avait prétendu faire de cette réalisation (pont suspendu de des Invalides) l’illustration de l’apport des savoirs scientifiques à l’art des constructions, l’abandon de ce chantier devenait la preuve flagrante de l’incapacité de la théorie à venir au secours de la pratique et de la supériorité de l’approche empirique. »
On lui doit plusieurs mémoires sur les canaux de navigation (1816). Ses rapports, mémoires et travaux de recherche sont publiés principalement dans les Annales des Ponts et Chaussées, les Annales de Chimie et le Bulletin de la Société Philomatique. Bien que les Annales des Ponts et Chaussées renferment plusieurs articles théoriques de Navier sur les chemins de fer (pente maximale, force motrice, rayon des courbes...), il n'étudia ni construisit aucune ligne de chemin de fer ; l'étude de la ligne de Paris à Strasbourg qui lui fut confiée en 1833 fut réalisée par son adjoint l'ingénieur-en-chef Dausse.

### L'enseignant à l'école polytechnique et à l'école des Ponts et Chaussées
Son approche d'enseignant témoigne d'un souci de justification physique des lois empiriques qui prévalaient alors dans les sciences de l'ingénieur. Ainsi, il est l'auteur d'un traité sur les ponts suspendus (1832), où il développe les lois régissant l'équilibre des solides élastiques.
Les leçons du professeur à l'école des Ponts et Chaussées ont été publiées en 1826, rééditées en 1833. Les leçons à l'école polytechnique sont imprimées en 1841.

## L'économiste des Équipements publics
Navier pose un premier mode de calcul de l'utilité d'un équipement public. Il détermine la comparaison et différence de coût de transport effectué pour une tonne de pierre sur un kilomètre de route ou de canal. Sa méthode - au regard d'une analyse coûts/avantages contemporaine est imparfaite (les coûts de production et d'amortissement ne sont pas pris en compte de manière adéquate), mais il établit clairement une méthode moderne : « fonder l'action du secteur public sur une mesure permettant une comparaison comptable à des avantages et des coûts. Le problème du choix d'un canal [(d'un équipement public)] n'est plus laissé à l'estimation des seuls politiciens, mais devient un problème de gestion publique fondé sur le calcul, la comparaison et la prévision. » Par ailleurs, Navier fait œuvre de pionnier en matière de comptabilité analytique : les coûts annuels généraux de construction, administration et maintenance sont décomposés en dépenses de locomotives, fourgons, frais de magasins, frais d'expédition.

## Recherche en mathématique et mécanique des fluides
Claude-Henri Navier est marqué par les conceptions physiques de Pierre-Simon de Laplace. Ingénieur chargé de la résistance des structures portantes, il est, avec Cauchy, à l'origine de la théorie générale de l'élasticité en 1821. Il travaille aussi sur les applications pratiques des séries introduites par Joseph Fourier, son ancien professeur.
Sa contribution majeure reste toutefois son mémoire sur les lois du mouvement des fluides en 1822, à l'origine des équations de Navier-Stokes, équations centrales pour la modélisation en mécanique des fluides.

## Hommages
- Officier de la Légion d'honneur.
- Son nom est inscrit sur la Liste des soixante-douze noms de savants inscrits sur la tour Eiffel
- La rue Navier à Paris 17e, ainsi que la rue Navier, à Reims[8], lui rendent hommage.
- Un quai Navier à Dijon, sa ville de naissance, lui rend hommage.
- L'ordinateur Navier Stokes Computer mis au point par l'université de Princeton et Concurrent Computer Corp. est utilisé par la NASA pour étudier un projet d'avion supersonique (en effet la résolution des équations de Navier-Stokes demande de puissants ordinateurs, en particulier en aéronautique, dans les sciences de l'atmosphère et en océanographie).

## Publications
- Rapport à Monsieur Becquey et Mémoire sur les ponts suspendus. Notice sur le pont des Invalides, chez Carillan Gœury, Paris, 1830 (lire en ligne)
- Résumé des leçons données à l'École des ponts et chaussées sur l'application de la mécanique à l'Établissement des constructions et des machines, tome 1, Première partie contenant des leçons sur la résistance des matériaux, et sur l'établissement des constructions en terre, en maçonnerie et en charpente, chez Carilian-Gœury (2e édition), Paris, 1833 (lire en ligne)
- Résumé des leçons données à l'École des ponts et chaussées sur l'application de la mécanique à l'Établissement des constructions et des machines, tome 2, Deuxième partie, leçons sur le mouvement et la résistance des fluides, la conduite et la distribution des eaux, Troisième partie, leçons sur l'établissement des machines, chez Carilian-Gœury (2e édition), Paris, 1838 (lire en ligne)
- De l'établissement d'un chemin de fer entre Paris et Le Havre, imprimerie Firmin-Didot, 1826 (lire en ligne)[9]
- Mémoire sur les lois du mouvement des fluides, lu à l'Académie royale des Sciences le 18 mars 1822, dans Mémoires de l'Académie des sciences de l'Institut de France - Année 1823, Gauthier-Villars, Paris, 1827, p. 389-440 (lire en ligne)